# Денатурация
Денатурацията е процесът на разрушаване на пространствената молекулна структура на нуклеиновите киселини и белтъците под влияние на висока температура, налягане, ултравиолетови лъчи, киселини и основи. При нуклеиновите киселини процесът променя двуверижната структура в едноверижно състояние. При белтъците денатурацията може да засегне четвъртичната, третичната, вторичната, но никога първичната пространствена структура – понеже тя е изградена от здрави пептидни връзки. Денатурацията води до промяна на свойствата на съответните биомолекули. Белтъците губят своите биологични функции. При коагуацията белтъчните молекули се слепват една с друга, при което се получава полутечна или твърда маса. Коагулацията може да бъде обратима и необратима.